# Autumn Variations
Autumn Variations ist das siebte Studioalbum des britischen Popsängers Ed Sheeran und wurde am 29. September 2023 bei Sheerans Plattenlabel Gingerbread Man veröffentlicht. Das Album entstand in Zusammenarbeit mit den Produzenten und Songwritern Aaron Dessner und Bryce Dessner. Die Aufnahme für das Album begann im Herbst 2022.

## Titelliste
| #   | Titel                  | Länge |
| --- | ---------------------- | ----- |
| 1.  | Magical                | 3:14  |
| 2.  | England                | 3:46  |
| 3.  | Amazing                | 4:05  |
| 4.  | Plastic Bag            | 3:49  |
| 5.  | Blue                   | 2:33  |
| 6.  | American Town          | 3:18  |
| 7.  | That’s on Me           | 3:47  |
| 8.  | Page                   | 3:51  |
| 9.  | Midnight               | 2:59  |
| 10. | Spring                 | 2:58  |
| 11. | Punchline              | 3:26  |
| 12. | When Will I Be Alright | 2:55  |
| 13. | The Day I Was Born     | 4:12  |
| 14. | Head / Heels           | 4:13  |

## Kritiken
Autumn Variations erhielt unter anderem 2 von 5 Punkten von der Zeitschrift NME, während die britische Tageszeitung The Daily Telegraph 5 von 5 Punkten vergab.

## Kommerzieller Erfolg

### Charts und Chartplatzierungen
| ChartsChartplatzierungen       | Höchstplatzierung | Wochen |
| ------------------------------ | ----------------- | ------ |
| Deutschland (GfK)              | 1 (6 Wo.)         | 6      |
| Österreich (Ö3)                | 1 (5 Wo.)         | 5      |
| Schweiz (IFPI)                 | 2 (5 Wo.)         | 5      |
| Vereinigtes Königreich (OCC)   | 1 (8 Wo.)         | 8      |
| Vereinigte Staaten (Billboard) | 4 (2 Wo.)         | 2      |

### Auszeichnungen für Musikverkäufe
| Land/Region                  | Auszeichnungen für Musikverkäufe (Land/Region, Auszeichnung, Verkäufe) | Verkäufe |
| ---------------------------- | ---------------------------------------------------------------------- | -------- |
| Vereinigtes Königreich (BPI) | Silber                                                                 | 60.000   |
| Insgesamt                    | 1× Silber ·                                                            | 60.000   |

Hauptartikel: Ed Sheeran/Auszeichnungen für Musikverkäufe